# 하이, 맘
하이, 맘(Hi, Mom)은 중국에서 제작된 지아 링 감독의 2021년 코미디, 드라마, 판타지 영화이다.가령, 장소비 주연의 판타지 코미디 영화이다.중국에서는 2021년 2월 12일, 대만에서는 2022년 5월 6일에 개봉할 예정이다
2016년의 동명 단막극과 자링이 직접 겪은 경험을 바탕으로 한이 영화는 갓 대학에 입학한 소녀 지아샤오링이 인생의 기폭제를 겪은 후 감정을 자제하지 못하고 뜻밖에 20세기 80년대로 돌아가 20년 전 한창 젊었던 어머니 리환잉 (李환영)과 만나는 이야기를 담고 있다
이 영화는 춘절을 맞아 2021년 2월 12일 개봉하였다. 가족애, 모성애, 효를 주제로 한다. 박스오피스에서 US$848,000,000의 수익을 거두었다.

## 출연
- 천허
- 딩자리